# Ceratogyrus meridionalis
Ceratogyrus meridionalis es una especie de tarántula del género Ceratogyrus, de la familia Theraphosidae, orden Araneae. Fue descrita por Hirst en 1907.
Se distribuye por África: Malaui y Mozambique. Fue publicada en Descriptions of new species of African spiders and Solifugae. Annals and Magazine of Natural History (7) 20(115): 33-, 39.